# 김석준 (1957년)
김석준(金錫俊, 1957년 3월 28일~)은 대한민국의 정치인, 대학교수로 제20·21·23대 부산광역시교육감이다.
경상북도 봉화군 출생으로 서울대학교 사회학과 졸업 후, 동 대학원에서 사회학 석사와 박사 학위를 취득했다.
부산대학교 일반사회교육학과 교수였으며, 지난 2002년과 2006년에 민주노동당 소속으로 부산광역시장 선거에 출마했던 적이 있다. 2008년 진보신당 창당 시기에 공동대표를 역임했다.
2014년 6.4 지방 선거에서 부산시 교육감 민주진보진영 단일 후보로 출마, 54만4501표(34.67%)를 얻어 당선되었다. 이후 열린 2018년 지방선거에서 재선에 성공했다. 2019년, 존중을 주제로 하는 부산광역시 교육청 유튜브 동영상에 출연하여 화제를 모았다.

## 생애
1983년 9월 1일부터 1985년 8월 31일까지 2년간 부산대학교 전임강사로 근무하였으며, 1985년 9월 1일 부산대학교 전임강사에 재임용되어 1987년 3월 31일까지 1년 7월 간 근무하였다. 1987년 4월 1일부터는 부산대학교 조교수로 임용되어 1990년 8월 31일까지 3년 5월 간 근무하였고, 1990년 9월 1일 부산대학교 조교수에 재임용되어 1992년 3월 31일까지 1년 7월 간 근무하였다. 1992년 4월 1일 부산대학교 부교수로 임용되어 1997년 3월 31일까지 5년 간 재직하였고, 1997년 4월 1일 부산대학교 교수로 임용되어 1999년 2월 28일까지 1년 11월 간 근무하였다. 1999년 3월 1일 부산대학교 사회교육학부 교수로 재임용되어 2014년 6월 30일까지 15년 4월 간 재직하였고, 총 30년 10월 간 부산대학교에서 교육 경력을 지냈다.
2014년 7월 1일 부산광역시교육감에 당선되었다. 이후 2018년에 치러진 제7회 전국동시지방선거에 출마해 재선에 성공했다. 
하지만 제8회 전국동시지방선거에서 하윤수 후보에 밀리며 낙선했다.
하윤수 교육감의 궐위로 인해 치러지게 되는 2025년 부산광역시교육감 보궐선거에 출마했으며 51.13%의 득표율로 당선되면서 부산교육감 직에 복귀했다.

## 경력
- 부산대 사범대 일반사회교육과 교수(1983년-2014년)
- 부산경남민주화교수협의회 총무(1988년-1990년)
- 부산MBC 라디오 "지방시대 부산"(시사 진단 프로그램) 진행자(1997년~1998년)
- 부산지방노동위원회 조정담당 공익위원(2000년-2006년)
- 부산생활협동조합 이사(2000년)
- 부산시장 후보(2002년, 2006년)
- 부산교육희망 네트워크 공동대표(2010년-2013년)
- 부산교육포럼 공동대표(2013년)
- 부산광역시 교육청 교육감(2014년-2022년)
- 국가교육위원회 비상임위원(2022년-현재)

## 전과
- 일반교통방해, 집회및시위에관한법률위반: 벌금 1,500,000원 - 2011년 7월 15일 선고[2]

## 학력
- 1963년~1969년 동항국민학교 졸업
- 1969년~1972년 동아중학교 졸업
- 1972년~1975년 부산고등학교 졸업
- 1975년~1979년 서울대학교 사회과학대학 사회학과(문학사)
- 1979년~1981년 서울대학교 대학원 사회학과(문학석사)
- 1981년~1992년 서울대학교 대학원 사회학과(문학박사)

## 저서
- 『문제는 교육이야』 (산지니, 2014)
- 『진보와대화하기-따뜻한 진보, 김석준을 만나다』 (산지니, 2006) (공저) -2006년도 문화관광부 우수 학술 도서 선정
- 전환기 부산사회와 부산학 (부산대 출판부,2005)
- 희망으로 가는 길 (바우디잔인,2002)
- 『한국의 사회변동과 교육』 (세종출판사, 2001)(공저)
- 『한국민주주의의 회고와 전망』 (도서출판 한가람, 2000)(공저)
- 『실업과 지역사회』 (한림대출판부, 2000)(공저)
- 부산지역 현실과 지역운동 (부산대학교 출판부,1999)
- 『지역발전과 기업전략』 (전남대출판부, 1998)(공저)
- 부산지역 계급구조와 변동 (한울아카데미,1993)
- 진보와 대화하기 -따뜻한 진보, 김석준을 만나다 (산지니 출판사,2006)
- 신자유주의적 구조조정과 노동운동, 한국의 사회변동과 교육,한국민주주의의 회고와 전망 공동저술
- 『신자유주의적 구조조정과 노동문제 : 1997-2001』(한울 아카데미, 2003)(공저)

## 역대 선거 결과
|  | 16.83% |

|  | 9.57% |

|  | 10.32% |

|  | 2.94% |

|  | 34.67% |

|  | 47.79% |

|  | 49.17% |

|  | 51.13% |